# Coelichneumon leucocerus
Coelichneumon leucocerus är en stekelart som först beskrevs av Johann Ludwig Christian Gravenhorst 1820.  Coelichneumon leucocerus ingår i släktet Coelichneumon och familjen brokparasitsteklar. Arten är reproducerande i Sverige.

## Underarter
Arten delas in i följande underarter:
- C. l. minor
- C. l. nigroscutellatus